# Andonville
Andonville és un municipi francès, situat al departament del Loiret i a la regió de Centre. L'any 2007 tenia 200 habitants.

## Demografia

### Població
El 2007 la població de fet d'Andonville era de 200 persones. Hi havia 80 famílies, de les quals 24 eren unipersonals (16 homes vivint sols i 8 dones vivint soles), 24 parelles sense fills i 32 parelles amb fills.
La població ha evolucionat segons el següent gràfic:
Habitants censats

### Habitatges
El 2007 hi havia 102 habitatges, 81 eren l'habitatge principal de la família, 15 eren segones residències i 6 estaven desocupats. 101 eren cases i 1 era un apartament. Dels 81 habitatges principals, 64 estaven ocupats pels seus propietaris, 14 estaven llogats i ocupats pels llogaters i 3 estaven cedits a títol gratuït; 5 tenien dues cambres, 15 en tenien tres, 20 en tenien quatre i 41 en tenien cinc o més. 67 habitatges disposaven pel capbaix d'una plaça de pàrquing. A 38 habitatges hi havia un automòbil i a 34 n'hi havia dos o més.

### Piràmide de població
La piràmide de població per edats i sexe el 2009 era:
| Homes | Edats   | Dones |
| ----- | ------- | ----- |
| 0     | 95 o +  | 0     |
| 4     | 90 a 94 | 0     |
| 0     | 85 a 89 | 0     |
| 0     | 80 a 84 | 0     |
| 8     | 75 a 79 | 12    |
| 0     | 70 a 74 | 4     |
| 0     | 65 a 69 | 0     |
| 8     | 60 a 64 | 4     |
| 0     | 55 a 59 | 4     |
| 8     | 50 a 54 | 8     |
| 8     | 45 a 49 | 0     |
| 16    | 40 a 44 | 4     |
| 12    | 35 a 39 | 4     |
| 8     | 30 a 34 | 20    |
| 12    | 25 a 29 | 8     |
| 0     | 20 a 24 | 4     |
| 12    | 15 a 19 | 0     |
| 12    | 10 a 14 | 12    |
| 12    | 5 a 9   | 4     |
| 20    | 0 a 4   | 8     |

## Economia
El 2007 la població en edat de treballar era de 124 persones, 100 eren actives i 24 eren inactives. De les 100 persones actives 94 estaven ocupades (54 homes i 40 dones) i 6 estaven aturades (4 homes i 2 dones). De les 24 persones inactives 10 estaven jubilades, 10 estaven estudiant i 4 estaven classificades com a «altres inactius».

### Ingressos
El 2009 a Andonville hi havia 81 unitats fiscals que integraven 205,5 persones, la mediana anual d'ingressos fiscals per persona era de 20.676 €.

### Activitats econòmiques
Dels 4 establiments que hi havia el 2007, 2 eren d'empreses de construcció, 1 d'una empresa de transport i 1 d'una empresa de serveis.
Dels 2 establiments de servei als particulars que hi havia el 2009, 1 era un paleta i 1 guixaire pintor.
L'any 2000 a Andonville hi havia 12 explotacions agrícoles.

## Poblacions més properes
El següent diagrama mostra les poblacions més properes.